# Yaşar Erkan
Yaşar Erkan (Erzinjane, Erzinjane, 30 de abril de 1911 — Istambul, 17 de maio de 1986) foi um lutador de luta greco-romana turco.

## Carreira
Foi vencedor da medalha de ouro na categoria de 56-61 kg em Berlim 1936.